# لیزی دلزی
لیزی دلزی نام یک سریال اینترنتی انیمیشن کمدی در سبک شوخی‌پردازی روی صحنه است، این سریال دربارهٔ زنی به نام لیزی که بیشتر دربارهٔ علایق همجنس‌گرایی زنانه صحبت می‌کند.
این سریال در اکتبر ۲۰۰۶، توسط یک کارتونیست اسرائیلی به نام روت سلوین ساخته شد. این اولین نوع انیمیشن در سبک خودش بود  و ویدئوهای آن بیش از ۴ میلیون بازدید داشتند.
هر ویدیوی لیزی با یک درون‌مایه متفاوت به زبان‌های مختلف و عمدتاً اسپانیایی و انگلیسی عرضه شده‌است. گاهی به صورت صامت برای نابینایان و گاهی صرفاً دیداری برای ناشنوایان هم اجرا شده‌است.